# Kaito Yamamoto
Kaito Yamamoto (山本 海人 Yamamoto Kaito?,  Shizuoka, 10 de julio de 1985) es un exfutbolista japonés que jugaba como guardameta.

## Selección nacional
Fue elegido para integrar la selección de fútbol sub-23 del Japón para los Juegos Olímpicos de Verano de 2008.

## Clubes
| Club                   | País  | Año       |
| ---------------------- | ----- | --------- |
| Shimizu S-Pulse        | Japón | 2004-2012 |
| Vissel Kobe            | Japón | 2013-2016 |
| JEF United Chiba       | Japón | 2017-2018 |
| Yokohama FC (cedido)   | Japón | 2018      |
| Roasso Kumamoto        | Japón | 2019-2020 |
| Fukushima United F. C. | Japón | 2021-2024 |